# Marcus McElhenney
Marcus McElhenney, född den 27 juli 1981 i Drexel Hill, Pennsylvania, är en amerikansk roddare.
Han tog OS-brons i åtta med styrman i samband med de olympiska roddtävlingarna 2008 i Peking.